# Bakir Beširević
Bakir Beširević (ur. 3 listopada 1965 w Sarajewie) – bośniacki piłkarz występujący na pozycji pomocnika.

## Kariera klubowa
Beširević karierę rozpoczynał w jugosłowiańskim zespole Velež Mostar. Grał tam w latach 1989–1991. Następnie występował w chorwackim NK Osijek. Na początku 1994 roku odszedł do drużyny NK Pazinka, ale w połowie tego samego roku wrócił do Osijeku. W 1999 roku zdobył z nim Puchar Chorwacji. W NK Osijek grał do 2002 roku. Wówczas wrócił do Bośni i Hercegowiny, zostając graczem klubu HNK Orašje. W 2005 roku zakończył tam karierę.

## Kariera reprezentacyjna
W reprezentacji Bośni i Hercegowiny Beširević zadebiutował 8 października 1996 roku w przegranym 1:4 meczu eliminacji Mistrzostw Świata 1998 z Chorwacją. W latach 1996–2000 w drużynie narodowej rozegrał łącznie 19 spotkań.